# Heteropoda fabrei
Heteropoda fabrei este o specie de păianjeni din genul Heteropoda, familia Sparassidae, descrisă de Simon, 1885. Conform Catalogue of Life specia Heteropoda fabrei nu are subspecii cunoscute.